# Saint-Loubouer
Saint-Loubouer település Franciaországban, Landes megyében. Lakosainak száma 441 fő (2022. január 1.). Saint-Loubouer Bahus-Soubiran, Bats, Buanes, Castelnau-Tursan, Classun, Eugénie-les-Bains, Fargues, Urgons és Vielle-Tursan községekkel határos.

## Népesség
A település népessége az elmúlt években az alábbi módon változott:
| Lakosok száma | 456  | 425  | 408  | 437  | 439  | 443  | 443  | 442  | 442  | 441  |
|               | 1968 | 1982 | 1990 | 2006 | 2013 | 2015 | 2017 | 2019 | 2020 | 2022 |